# Lucjusz Zaprutko
Lucjusz Zaprutko – profesor nauk farmaceutycznych, nauczyciel akademicki Uniwersytetu Medycznego im. Karola Marcinkowskiego w Poznaniu, dziekan Wydziału Farmaceutycznego tej uczelni, specjalność naukowa: chemia organiczna.

## Życiorys
W 1978 ukończył studia na kierunku farmacja w Akademii Medycznej im. Karola Marcinkowskiego w Poznaniu. Tam też na podstawie rozprawy pt. Synteza pochodnych nitroimidazolu o spodziewanym działaniu radiouczulającym otrzymał w 1982 na Wydziale Farmaceutycznym stopień naukowy doktora nauk farmaceutycznych. Na tym samym wydziale w 1999 na podstawie dorobku naukowego oraz monografii pt. Produkty chemicznych modyfikacji pochodnych kwasu oleanolowego i ich struktura nadano mu stopień naukowy doktora habilitowanego nauk farmaceutycznych w dyscyplinie farmacja w specjalności chemia organiczna. W 2010 prezydent Bronisław Komorowski nadał mu tytuł profesora nauk farmaceutycznych.
Został profesorem zwyczajnym Uniwersytetu Medycznego im. Karola Marcinkowskiego w Poznaniu w Wydziale Farmaceutycznym oraz kierownikiem Katedry i Zakładu Chemii Organicznej tegoż Wydziału. Pełnił funkcję dziekana Wydziału Farmaceutycznego Uniwersytetu Medycznego w Poznaniu.
W 2019 został członkiem Rady Doskonałości Naukowej I kadencji.

## Odznaczenia i wyróżnienia
- Złoty Krzyż Zasługi (2020)[4]
- Doktor honoris causa Lwowskiego Narodowego Uniwersytetu Medycznego im. Daniela Halickiego (2023)[5].